# Tobias Santelmann
Tobias Santelmann, född 8 augusti 1980 i Freiburg, är en norsk skådespelare.
Santelmann har bland annat medverkat i filmen Kapten Sabeltand och den magiska diamanten. Han har även medverkat i TV-serierna Exit och Fästningen.

## Filmografi (i urval)
- 2012 – Kon-Tiki (2012)
- 2014 – Hercules: The Thracian Wars
- 2015 – Point Break (2015)
- 2015–2018 – The Last Kingdom (TV-serie)
- 2019–2023 – Exit (TV-serie)
- 2019 – Ut och stjäla hästar
- 2019 – Kapten Sabeltand och den magiska diamanten
- 2020 – Atlantic Crossing (TV-serie)
- 2023 – Fästningen (TV-serie)
- 2023 – Konvojen